# Heliconius virgata
Heliconius virgata är en fjärilsart som beskrevs av Hans Ferdinand Emil Julius Stichel 1902. Heliconius virgata ingår i släktet Heliconius och familjen praktfjärilar. Inga underarter finns listade i Catalogue of Life.